# Nederlanders in het Maltese voetbal
Nederlanders in het Maltese voetbal geeft een overzicht van Nederlanders die een contract hebben (gehad) bij Maltanese voetbalclubs uit de hoogste drie divisies.

## Voetballers
| Naam              | Club                 | Van  | Tot  | Opmerkingen                         |
| ----------------- | -------------------- | ---- | ---- | ----------------------------------- |
| Richmar Siberie   | Valletta FC          | 2007 | 2007 |                                     |
| Sylvano Comvalius | Hamrun Spartans      | 2008 | 2009 |                                     |
| Lorenzo Netteb    | Victoria Hotspurs FC | 2008 | 2009 |                                     |
| Isaac Amoah       | Sannat Lions FC      | 2009 | 2009 |                                     |
| Geert den Ouden   | Valletta FC          | 2009 | 2009 | contract ontbonden in november 2009 |
| Sylvano Comvalius | Birkirkara FC        | 2009 | 2010 |                                     |
| Jordi Cruijff     | Valletta FC          | 2009 | 2010 |                                     |
| Joreilly Chirino  | Dingli Swallows FC   | 2010 | ?    |                                     |
| Patrick Jansen    | Floriana FC          | 2012 | 2013 |                                     |
| André Krul        | Valletta FC          | 2012 | 2013 |                                     |
| Thomas Rier       | St. Lucia FC         | 2022 | 2023 |                                     |

## Trainers
| Naam       | Club        | Van  | Tot  | Opmerkingen |
| ---------- | ----------- | ---- | ---- | ----------- |
| Ton Caanen | Valletta FC | 2009 | 2010 |             |

Voetbalbonden ·
Albanië ·
Angola ·
Armenië ·
Australië ·
Azerbeidzjan ·
Bahrein ·
België ·
Bhutan ·
Bulgarije ·
Canada ·
China ·
Congo-Kinshasa · 
Cyprus ·
Denemarken ·
Duitsland ·
Egypte ·
Engeland ·
Estland ·
Ethiopië ·
Faeröer ·
Filipijnen ·
Finland ·
Frankrijk ·
Georgië ·
Ghana ·
Griekenland ·
Hongarije ·
Hongkong ·
Ierland ·
IJsland ·
Indonesië ·
Iran ·
Israël ·
Italië ·
Japan ·
Kazachstan ·
Koeweit ·
Litouwen ·
 Luxemburg ·
Maleisië ·
Malta ·
Marokko ·
Mexico ·
Namibië ·
Nieuw-Zeeland ·
Noorwegen ·
Oekraïne ·
Oezbekistan ·
Oostenrijk ·
Polen ·
Portugal ·
Qatar ·
Roemenië ·
Rusland ·
Rwanda ·
Saoedi-Arabië ·
Schotland ·
Singapore ·
Slovenië ·
Slowakije ·
Spanje ·
Tanzania ·
Turkije ·
Tuvalu ·
VAE ·
Venezuela ·
Verenigde Staten ·
Vietnam ·
Zimbabwe ·
Zuid-Afrika ·
Zuid-Korea ·
Zweden ·
Zwitserland